# Зеленковский сельский совет (Недригайловский район)
Зеленковский сельский совет (укр. Зеленківська сільська рада) — входит в состав
Недригайловского района
Сумской области
Украины.
Административный центр сельского совета находится в 
с. Зеленковка
.

## Населённые пункты совета
- с. Зеленковка
- с. Камышанка
- с. Кушниры
- с. Лекаревщина
- с. Мерки
- с. Пятидуб
- с. Сороколетово